# 松山地方裁判所
松山地方裁判所（まつやまちほうさいばんしょ）は、愛媛県松山市にある日本の地方裁判所の一つで、愛媛県を管轄している。略称は、松山地裁（まつやまちさい）。大洲、西条、今治、宇和島に支部を置いている。

## 概説
松山地方裁判所には松山市に置かれている本庁のほか、大洲市、西条市、今治市、宇和島市の4市に地方裁判所と家庭裁判所の支部を設置しているほか、前述の5箇所にくわえ八幡浜市、新居浜市、四国中央市、愛南（南宇和郡愛南町）の4箇所を加えた9箇所に簡易裁判所を設置している。また、松山、大洲、西条、今治、宇和島の5つの検察審査会も設置されている。

## 所在地
- 本庁（松山簡裁併設）：愛媛県松山市一番町3丁目3-8　北緯33度50分30秒 東経132度46分5.8秒 / 北緯33.84167度 東経132.768278度
JR予讃線松山駅前から伊予鉄道城南線道後温泉行に乗車,大街道停留場で下車(乗車時間約11分),徒歩約3分
- 大洲支部（大洲簡裁併設）：愛媛県大洲市大洲845　北緯33度30分25.2秒 東経132度32分24.7秒 / 北緯33.507000度 東経132.540194度
JR予讃線 伊予大洲駅から徒歩25分 もしくは伊予鉄南予バス・宇和島自動車三の丸バス停下車南へ50メートル
- 西条支部（西条簡裁併設）：愛媛県西条市明屋敷165　北緯33度55分11.1秒 東経133度10分50.5秒 / 北緯33.919750度 東経133.180694度
JR予讃線 伊予西条駅前から西条出張所行バス乗車 西条高校前下車(乗車時間6分程度)
- 今治支部（今治簡裁併設）：愛媛県今治市常盤町4丁目5-3　北緯34度3分49.4秒 東経132度59分52.5秒 / 北緯34.063722度 東経132.997917度
JR予讃線 今治駅下車徒歩10分
- 宇和島支部（宇和島簡裁併設）：愛媛県宇和島市鶴島町8-16　北緯33度13分33.4秒 東経132度33分58.5秒 / 北緯33.225944度 東経132.566250度
JR予讃線, 予土線 宇和島駅から徒歩5分

## 管轄
本庁
- 松山簡易裁判所（愛媛県松山市一番町3丁目3-8）
  - 管轄:松山市・伊予市・東温市・上浮穴郡久万高原町・伊予郡松前町･砥部町・喜多郡内子町（小田支所の所管区域）

大洲支部
- 大洲簡易裁判所（愛媛県大洲市大洲845）
  - 管轄：大洲市・喜多郡内子町（小田支所の所管区域を除く）
- 八幡浜簡易裁判所（愛媛県八幡浜市裁判所通1550-6）
  - 管轄：八幡浜市・西予市（三瓶総合支所の所管区域）・西宇和郡伊方町

西条支部
- 西条簡易裁判所（愛媛県西条市明屋敷165）
  - 管轄：西条市
- 四国中央簡易裁判所（旧・伊予三島簡易裁判所、愛媛県四国中央市三島5丁目4-28）
  - 管轄：四国中央市
- 新居浜簡易裁判所（愛媛県新居浜市繁本町2-1）
  - 管轄：新居浜市、今治市宮窪町四阪島

今治支部
- 今治簡易裁判所（愛媛県今治市常盤町4-5-3）
  - 今治市（宮窪町四阪島を除く）・越智郡上島町

宇和島支部
- 宇和島簡易裁判所（愛媛県宇和島市鶴島町8-16）
  - 管轄：宇和島市・西予市（三瓶総合支所の所管区域を除く）・北宇和郡松野町･鬼北町
- 愛南簡易裁判所（愛媛県南宇和郡愛南町城辺甲3827）
  - 管轄：南宇和郡愛南町

※ただし、裁判員の参加する刑事裁判、行政事件、執行事件（不動産競売）、大洲・今治の各支部の合議事件は本庁でそれぞれ取り扱う。

## 歴代所長
- 島敏男（2001年9月 - 2004年1月 大阪高等裁判所判事）
- 下司正明（2004年1月 - 2005年4月 依願退官）
- 田中信義（2005年4月 - -2006年6月 長野地方裁判所長）
- 春日通良（2006年6月 - 2008年11月 岡山地方裁判所長）
- 小島浩（2008年11月 - 2010年8月 大阪高等裁判所部総括判事）
- 河邉義典（2010年8月 - 2012年11月 大阪高等裁判所部総括判事）
- 林秀文（2012年11月 - 2014年7月 福岡高等裁判所部総括判事）
- 山口雅高（2014年7月 - 2015年12月 福岡高等裁判所部総括判事）
- 河合裕行（2015年12月 - 2016年12月 大阪高等裁判所部総括判事[1]）
- 伊名波宏仁（2016年12月 - 2018年10月 福岡高等裁判所部総括判事[2]）
- 牧賢二（2018年10月 - 2020年12月 大阪高等裁判所部総括判事[3]）
- 千葉和則（2020年12月 - 2022年3月 大阪高等裁判所部総括判事[4]）
- 飯島健太郎（2022年3月 - [5]）